# Karşıyaka
Pour le club sportif, voir Karşıyaka (volley-ball féminin).

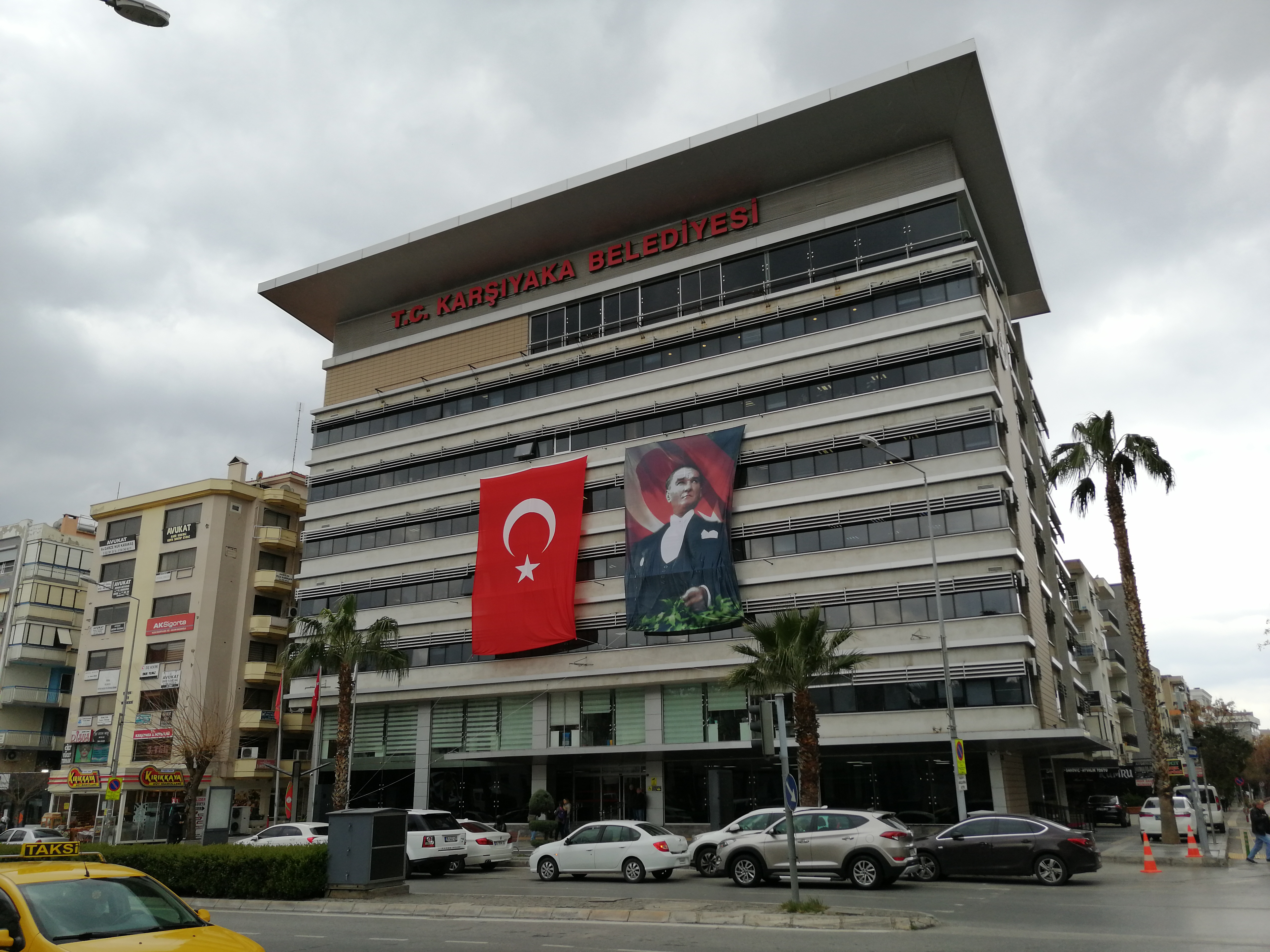
Karsiyaka municipality

Karşıyaka est une ville et un district de la province d'İzmir dans la région égéenne en Turquie.

## Web Site
- Karşıyaka Kaymakamlığı
- Karşıyaka Belediyesi
- Karşıyaka'nın Dergisi